# Joris van Oostenrijk

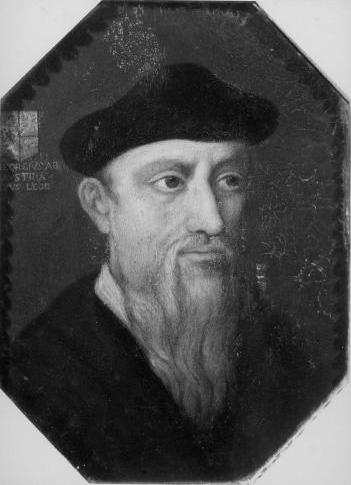
Joris van Oostenrijk.

Joris van Oostenrijk (Gent, 1504 - Luik, 4 mei 1557) was van 1526 tot 1538 bisschop van Brixen, van 1538 tot 1544 aartsbisschop van Valencia en van 1544 tot aan zijn dood prins-bisschop van Luik. Hij behoorde tot het huis Habsburg.

## Levensloop
Joris was een onwettige zoon van keizer Maximiliaan I van het Heilige Roomse Rijk en diens minnares Margaretha van Edelsheim en groeide samen met zijn neef Karel V op bij zijn bijna 25 jaar oudere halfzus Margaretha van Oostenrijk. Margaretha slaagde erin om bij de paus dispensatie te verkrijgen voor zijn buitenechtelijke afkomst en zorgde ervoor dat Joris verschillende kerkelijke functies kreeg. 
Van 1526 tot 1538 was hij bisschop van Brixen, van 1538 tot 1544 aartsbisschop van Valencia en in 1544 werd hij prins-bisschop van Luik. Zijn kerkelijke en buitenlandse politiek volgde volledig de keizerlijke lijn en als prins-bisschop van Luik was hij erg begaan met het welzijn van zijn onderdanen. Hij zette zich in voor een hervorming van de praktische theologie en de bediening van de sacramenten. Zo vaardigde hij in 1548 nieuwe synodale statuten voor zijn bisdom uit. In Luik verzette hij zich hevig tegen elke Franse invloed en in 1554 werd hij geconfronteerd met een invasie onder leiding van koning Hendrik II van Frankrijk.
Joris van Oostenrijk stierf in mei 1557. Hij had drie onwettige kinderen: Joris (overleden in 1619), die ook priester werd; Margaretha (overleden in 1604), abdis in Charleroi, en Maria (overleden na 1589).
- Biblioteca Nacional de España: XX4843953
- Digitale Bibliotheek voor de Nederlandse Letteren: geor011
- Gemeinsame Normdatei: 119684055
- International Standard Name Identifier: 0000 0000 1282 602X
- Library of Congress Control Number: no2010003712
- Nederlandse Thesaurus van Auteursnamen: 306249219
- Système universitaire de documentation: 188344764
- Virtual International Authority File: 74667947
- WorldCat: E39PCjxPx3xhD34f3HPcp6YMRq